# Katherine Roberts
Katherine Roberts (ur. 12 lutego 1962 w Torquay) – brytyjska pisarka, twórczyni literatury dla dzieci i młodzieży, autorka powieści fantasy.
W 1983 ukończyła studia licencjackie z zakresu matematyki na University of Bath. Otrzymała m.in. nagrodę literacką Branford Boase Award (za powieść Song Quest).

## Dzieła

### Powieści
Trylogia Echorium Sequence
1. Song Quest (1999)
2. Crystal Mask (2001)
3. Dark Quetzal (2003)

- Spellfall (2000)
- Spell Wars (2000)

Seria Seven Fabulous Wonders
1. The Great Pyramid Robbery (2001)
2. The Babylon Game (2002)
3. The Amazon Temple Quest (2002)
4. The Mausoleum Murder (2003)
5. The Olympic Conspiracy (2004)
6. The Colossus Crisis (2005)
7. The Cleopatra Curse (2006)

- I Am The Great Horse (2006)

Seria Pendragon Legacy
1. Sword of Light (2012)
2. Lance of Truth (2012)
3. Crown of Dreams (2013)
4. Grail of Stars (2013)

### Zbiory opowiadań
- Magical Horses (2009)
- Death Singer: And other fantasy tales (2011)